# Shirō Mifune
Shirō Mifune (jap. 三船史郎 Mifune Shirō; ur. 27 listopada 1950 w Tokio) – japoński aktor filmowy. Starszy syn aktora Toshirō Mifune. 
W 1969 uzyskał dyplom szkoły Seijō i kontynuował naukę na Uniwersytecie Seijō, na wydziale ekonomii. Jeszcze jako student zagrał w filmie Masanobu Deme pt.: Sono hito wa jo-kyōshi (1970). Rok później grał razem z Eiji Okadą i Ryōko Takano w filmie: Futari dake no asa, w reżyserii Kena Matsumori. Kolejnym filmem, w którym zagrał, był Sand Drops. Rozpoczęty w 1971, nie został jednak ukończony. Do czasu Ame agaru (1999) nie zagrał w żadnym filmie.